# Hiperpotencia (política)

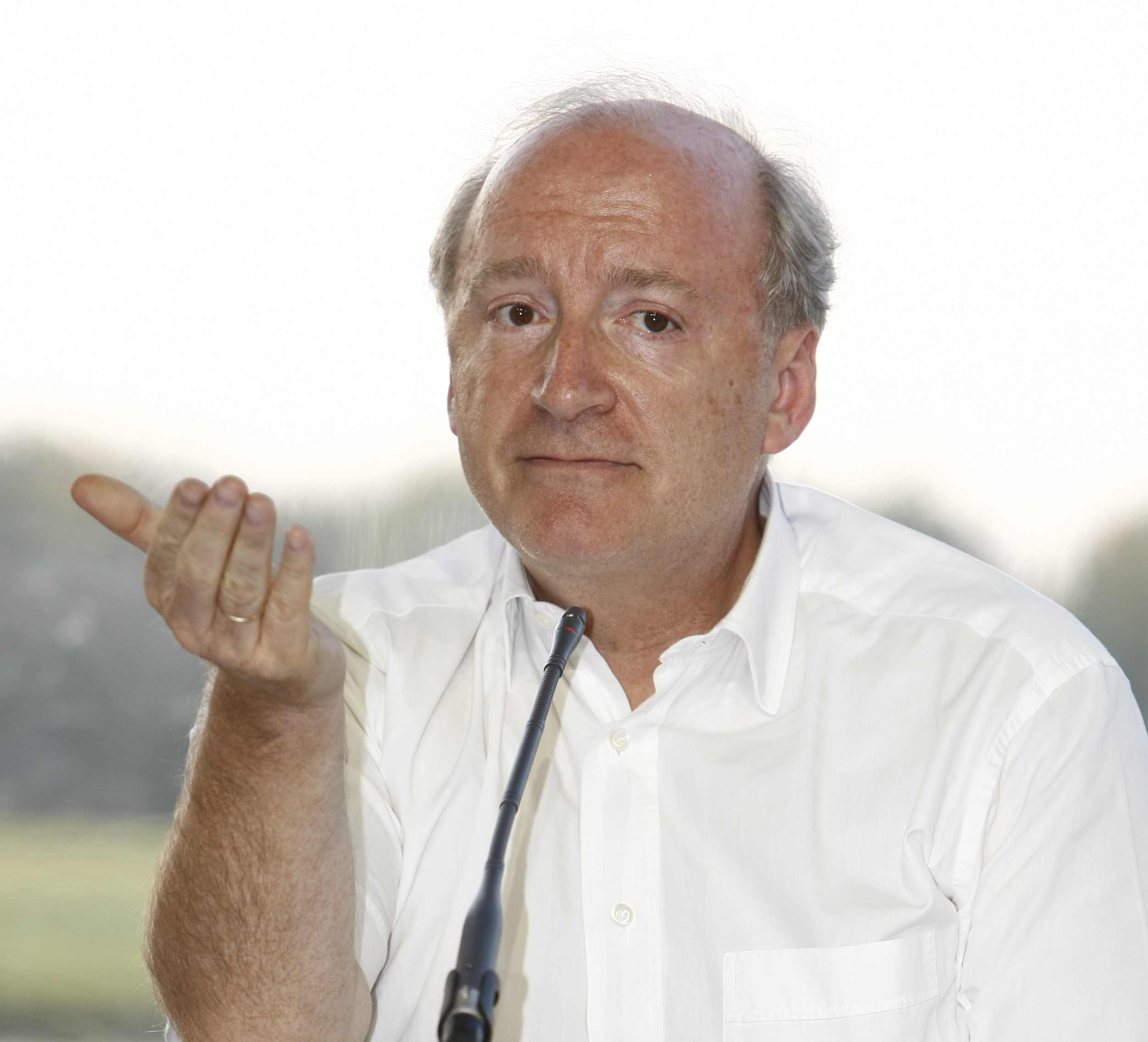
Hubert Védrine en 2008. El antiguo Ministerio de Asuntos Exteriores del gobierno francés de Lionel Jospin (1997-2002), se ha visto atribuida la paternidad de la noción de hiperpotencia.

La hiperpotencia es un término acuñado por el diplomático francés Hubert Védrine en los años 1990 para “caracterizar un período particular, los años inmediatamente posteriores al fin de la Unión Soviética”. En concreto, el término se ha usado para referirse a la situación de los Estados Unidos en un periodo donde ya no había bipolaridad y, grandes potencias como China, Francia, India, el Reino Unido y Rusia, ejercían solamente una influencia regional, mientras los Estados Unidos proyectaban su poder sobre el planeta, constituyendo una potencia global. No obstante, ya en los años 2010, Védrine estimó que el mundo estaba “asistiendo al fin del monopolio del poder por parte de Estados Unidos y de Occidente” y que los Estados Unidos había dejado de ser “la hiperpotencia que era hace veinte años”.
El concepto de hiperpotencia puede ser definido en los siguientes términos: Estados Unidos representa el ejemplo típico por excelencia de primera superpotencia, es el ejemplo por antonomasia. La influencia mundial de este país es incontestable en la mayoría de los dominios que seguidamente se indican: económico, financiero, monetario, tecnológico, diplomático, geopolítico, energético, comercial, militar, educativo, cultural, mediático, deportivo. En consecuencia y en mayor o menor grado, los diferentes autores establecen sus ideas sobre lo que es el poder y sobre lo que es una superpotencia, pensando específicamente en el caso de Estados Unidos y en la hegemonía estadounidense sobre el sistema mundial. Y muchos son los que tratan ese asunto con eufemismos.

## Concepto de potencia
Potencia es un concepto de las relaciones internacionales que designa al Estado que actúa en ellas con protagonismo propio y que dispone de los recursos y de las capacidades necesarias para movilizarlos en defensa de reglas establecidas por sí mismo. No obstante, para referirse a este concepto, la ciencia política utiliza los términos "potencia" y "poder" (idénticos en lengua inglesa -power-).

## Concepto de hiperpotencia de Hubert Védrine
Hubert Védrine, exMinisterio de Asuntos Exteriores de Francia, defendió la tesis según la cual Estados Unidos es el ejemplo típico de hiperpotencia: Por definición, hiperpotencia es una superpotencia internacional que por distintas circunstancias pierde a su rival, como en una época para Estados Unidos lo fue la Unión Soviética, y que ahora ya no lo es más. La existencia o no de un rival de porte similar, es la clave para establecer si una superpotencia es o no hiperpotencia.

El primer gran problema se refiere, en primer lugar, al papel y al lugar de Estados Unidos y sus relaciones con Europa. Por mi parte, creo que desde 1992 el término "superpotencia" ya no es suficiente para describir a Estados Unidos. Término demasiado connotado con la Guerra Fría y demasiado exclusivamente militar, mientras que la supremacía estadounidense de hoy se ejerce tanto sobre la economía, la moneda, la tecnología, los campos militares como sobre las formas de vida, el idioma y los productos culturales de masa que abruman al mundo, moldean el pensamiento y fascinan incluso a los oponentes de Estados Unidos. Por eso utilizo el término "hiperpotencia", que los medios estadounidenses consideran agresivo por la connotación patológica de "hiper", cuando sólo es descriptivo.
Hubert Védrine (1999).

Según Védrine, tras la disolución de la Unión Soviética, en 1999 se podía percibir una nueva realidad: la hegemonía de Estados Unidos después de 1991 arrasa y se deja sentir en un extendido abanico de aspectos, y en consecuencia, el término de hiperpotencia pareciera ser el que mejor expresa la realidad de la hegemonía estadounidense.

## Replanteamiento y cuestionamiento de los conceptos de potencia y polaridad
Diferentes visiones y enfoques han sido propuestos por diferentes autores, a efectos de definir y caracterizar el poder en este periodo. Uno de los primeros en abordar esta temática fue el politólogo estadounidense Zbigniew Brzezinski, quien consideró que el mundo de la era posterior a la Guerra Fría constaba de dos categorías de estados: “los vasallos y los tributarios de Estados Unidos”. En su libro titulado El gran tablero de ajedrez: América y el resto del mundo (1997), describe a su país como la única potencia que tiene una supremacía incuestionable y simultánea en los cuatro más importantes dominios (militar, económico, tecnológico, y cultural), ya que luego de disolución de la Unión Soviética, Rusia no logró cubrir la laguna dejada por el gigante socialista desaparecido. Sin embargo, ya en los años 2010, Brzezinski pasó ha mostrarse partidario del orden tripolar con Estados Unidos, Rusia y China como solución a la supuesta anarquía en relaciones internacionales, como consecuencia de la decadencia de los Estados Unidos. Los tres principales poderes dominantes podrían de esta forma cooperar para lograr la estabilidad global. Según esta visión, Estados Unidos ya no tiene las condiciones que tuvo antes de imponer fácilmente su unilateralismo mundial.
Todos los organismos internacionales surgidos de la Segunda Guerra Mundial están en una encrucijada por los nuevos centros de poder, y Estados Unidos puede tener resistencias a aceptar ese nuevo orden. En este sentido, el autor estadounidense Michael Klare ha estimado que el nuevo orden mundial rompe con el paradigma de la Guerra Fría, porque las tres potencias pueden cooperar para hacer valer sus respectivas esferas de influencia, aunque como posibles riesgos señala el de la militarización. Así mismo, el politólogo estadounidense Graham Allison ha señalado que el siglo XXI será de un equilibrio de poderes como Estados Unidos no había conocido, China ahora es el principal motor de la economía mundial, con grandes proyectos de alto impacto como la Nueva Ruta de la Seda y del Collar de Perlas (geopolítica), y con varias de las principales empresas de tecnología en el mundo, por esto Allison asegura que muchos de los compromisos de Estados Unidos para con sus aliados no son sostenibles, tomando en cuenta su propia seguridad, para Allison seguir compromisos irrealizables es lo que ha causado los fracasos de la política exterior de Estados Unidos en Medio Oriente. Además, cada vez es mayor el número de observadores que consideran a China como una superpotencia internacional, a la par que ven en los Estados Unidos indicios de deterioro y de retroceso. Tal es el caso del analista Timothy Garton Ash quien en 2020 aseguró que los Estados Unidos solamente podían aspirar a ser “un país líder en una red poshegemónica de democracias... he dicho un, no el país líder”. Garton Ash resaltó la “diferencia importante con el principio de este siglo, cuando la hiperpotencia estadounidense parecía dominar el planeta como un coloso”.
Sylvain Allemand y Jean-Claude Ruano-Borbalan por su parte, opinaban en 2008 que Estados Unidos no buscaba ni busca dominar intencionalmente al mundo, sino simplemente lo que por encima de todo quiere es proteger sus intereses y preservar su seguridad. Y dentro de esta lógica, los atentados del 11 de septiembre de 2001 lo que provocaron fue un reforzamiento de las intervenciones americanas en el mundo, con la finalidad casi exclusiva de mejorar la seguridad dentro de fronteras, llevando conflictos y fricciones a otras partes. Y es que la degradación del bloque comunista y la incapacidad de la Unión Europea para organizar su autonomía estratégica, de una u otra forma favorecieron la supremacía estadounidense hegemónica posterior a 1990.
Por su parte, el periodista británico Martin Jacques señaló en 2016 que las economías occidentales se encuentran en una fase de estancamiento, parecida a una “década perdida” que no tiene un punto de fin claro, por ello el reorden geoestratégico y geoeconómico sigue a las relaciones que se desarrollan entre las grandes potencias. La globalización, al inicio promovida por occidente, era a su juicio aprovechada por China mientras Estados Unidos y Europa resienten sus efectos negativos con consecuencias (por ejemplo el Brexit). Por último, el autor consideraba que desde China también se promovía el multilateralismo como solución a los problemas de la gobernanza global.
Jean-François Revel por su parte, enfatizó sobre lo inútil y lo superfluo del concepto de hiperpotencia, forjado en 1999 por el entonces Ministerio de Asuntos Exteriores francés Hubert Védrine, ya que el término « superpotencia » ya existía con anterioridad y se encontraba bien caracterizado, y ya que el prefijo griego « hyper » significa exactamente lo mismo que el prefijo latino « super ».